# Bealach na Bà
Der Bealach na Bà (Gälisch für „Vieh-Pass“) ist ein auf der Applecross-Halbinsel im Council Area Highland in Schottland gelegener bekannter Bergpass mit einer sich windenden einspurigen Straße, die bis auf 626 Meter ansteigt. Die Straße zweigt zwischen Shieldaig und Lochcarron beim Weiler Tornapress von der A896 ab. Es ist eine der wenigen Straße in den Highlands, die wie die Bergpässe in den Alpen angelegt ist, mit engen Haarnadelkurven, die sich mit Steigungen von bis zu 20 % den Berg hinaufschlängeln.